# Somopuro
Somopuro is een bestuurslaag in het regentschap Klaten van de provincie Midden-Java, Indonesië. Somopuro telt 3404 inwoners (volkstelling 2010).